# Bakos József (nyelvész)
Bakos József (Vily-puszta, 1912. február 2. – 1997.) nyelvész, művelődéstörténész, néprajzi gyűjtő; a nyelvtudományok kandidátusa. Kutatási területe a comeniológia, szakszóvizsgálat és a folklór.

## Élete és munkássága
Középiskolai tanulmányait a Sárospataki Református Kollégiumban végezte, majd a Debreceni Egyetemre járt magyar-latin szakra. Doktori értekezését Martiaéis a magyar irodalomban címmel írta meg 1935-ben.
1936-tól Nyíregyházán majd Sopronban volt középiskolai tanár. 1938-1945 között az érsekújvári Pázmány Péter Gimnáziumban tanított, ahol diákjainak önképző kört tartott. Saját és tanítványai gyűjtései alapozták meg későbbi Mátyusföldi gyermekjátékok című kötetét, melyet a nemzetiségi- és csoportcsúfolódók miatt bezúztak. A második világháború után Sárospatakon tanított. Itt kezdte meg Comenius-kutatásait. 1952-től az Egri Pedagógiai Főiskola Magyar nyelvi tanszékét vezette. 1982-ben vonult nyugdíjba.

## Főbb művei
- Nyelvművelés a magyar nyelv középiskolai tanításában. Érsekújvár, 1940
- Bodrogköz, Hegyalja és Hegyköz táj- és néprajzi irodalma. Sárospatak, 1947
- A pataki múlt hétköznapjai – Adalékok Sárospatak gazdaság- és folklórtörténetéhez. Sárospatak, 1950
- Mátyusföldi gyermekjátékok. Budapest, 1953 (Új Magyar Népkötési Gyűjtemény VII.)
- Tokajhegyalja és bortermelése néprajzi, hely-, gazdaság- és művelődéstörténeti irodalma. Sárospatak, 1957
- A magyar Comenius (Komensky)-irodalom. Budapest, 1952
- A magyar Comenius (Komensky)-irodalom 2. Sárospatak, 1957
- Gárdonyi és Tinódi. Eger, 1958
- Az egri régi szőlőművelés szókincse. Eger, 1969